# Blädinge kyrka
Blädinge kyrka är en kyrkobyggnad i Blädinge kyrkby i Växjö stift. Den är församlingskyrka i Vislanda-Blädinge församling.

## Kyrkobyggnaden
Kyrkan ligger på en höjd inte långt från sjön Salens strand. Den uppfördes troligen under senare delen av medeltiden. En rektangulär kyrka med klockstapel av trä. Ombyggnad på 1780-talet och 1834 gav kyrkan en nyklassicistisk prägel. 
Under kyrkgolvet finns murade gravkamrar, där personer från 1500- och 1600-talen tillhörande adelssläkter vilar.
Utanför kyrkan finns det Mörnerska gravkapellet. Där finns 22 kistor med stoften från släkten Mörner, bland andra landshövdingarna Carl Stellan Mörner och Carl Mörner. Även stoftet av statsrådet Axel Otto Mörner finns här. På kyrkogården finns även gravplats för ätten Gyllenkrok, författarinnan Blenda Sylvan och Bror Cederström.

## Inventarier
- Altartavlan är målad och skänkt av Axel Otto Mörner och föreställer Kristus i Getsemane.
- Altarskåpet tillverkades 1986 av Sven-Bertil Svensson i Mörbylånga. Han gjorde även altare och altarring.
- Dopfunt från 1100-talet med runinskrift. Efter att dopfunten sålts återkom den till kyrkan 1943. Runinskriften lyder "Finnved högg denna funt på Djuraberg".
- Predikstolen är tillverkad av en dansk mästare 1652 i renässansstil och målad av Torbern Röding 1710.
- Bänkinredningen och läktaren i renässansstil är från 1600-talet. På läktarbröstet och de båda bänkgavlarna närmast koret finns rikt smyckade målningar från 1751, utförda av Johan Christian Zschotzscher.
- En träkista från 1300- eller 1400-talet.
- I vapenhuset står en storklocka från 1500-talet som föll ner 1947.
- Golvur från 1747 tillverkat av urmakare Peter Ernst, Växjö.
- Kristallkronor från 1700-talet.
- Epitafier för Leonard Rosenbjelke på Lästa, död där 1701, Wilhelm Nedderwud på Lästa, död 1735 samt Johan Bordon på Oby (1655–1701).
- Två minnestavlor erinrar om Carl Stellan Mörner och Bror Cederström med respektive maka.

### Orgel
- 1880 byggde Carl Elfström, Ljungby en orgel med sju stämmor.
- 1922 byggde Walcker Orgelbau, Tyskland en orgel med tretton stämmor.
- En ny mekanisk orgel byggdes 1966 av Mårtenssons orgelfabrik. Fasaden ritades av Torsten Leon-Nilson.

| Huvudverk I   | Bröstverk II      | Pedal              | Koppel |
| Gedackt 8´    | Rörflöjt 8´       | Subbas 16´         | I/P    |
| Principal 4´  | Gemshorn 4´       | Principal 8´       | II/P   |
| Spetsflöjt 2' | Kvintadena 4'     | Nachthorn 4´       | II/I   |
| Svegel 2'     | Principal 2'      | Rauschkvint 3 chor |        |
| Mixtur 3 chor | Nasat 1 1/3'      | Dulcian 16'        |        |
|               | Scharf 2 chor     |                    |        |
|               | Dulcian 8'        |                    |        |
|               | Tremulant         |                    |        |
|               | Crescendosvällare |                    |        |